# 원형극장

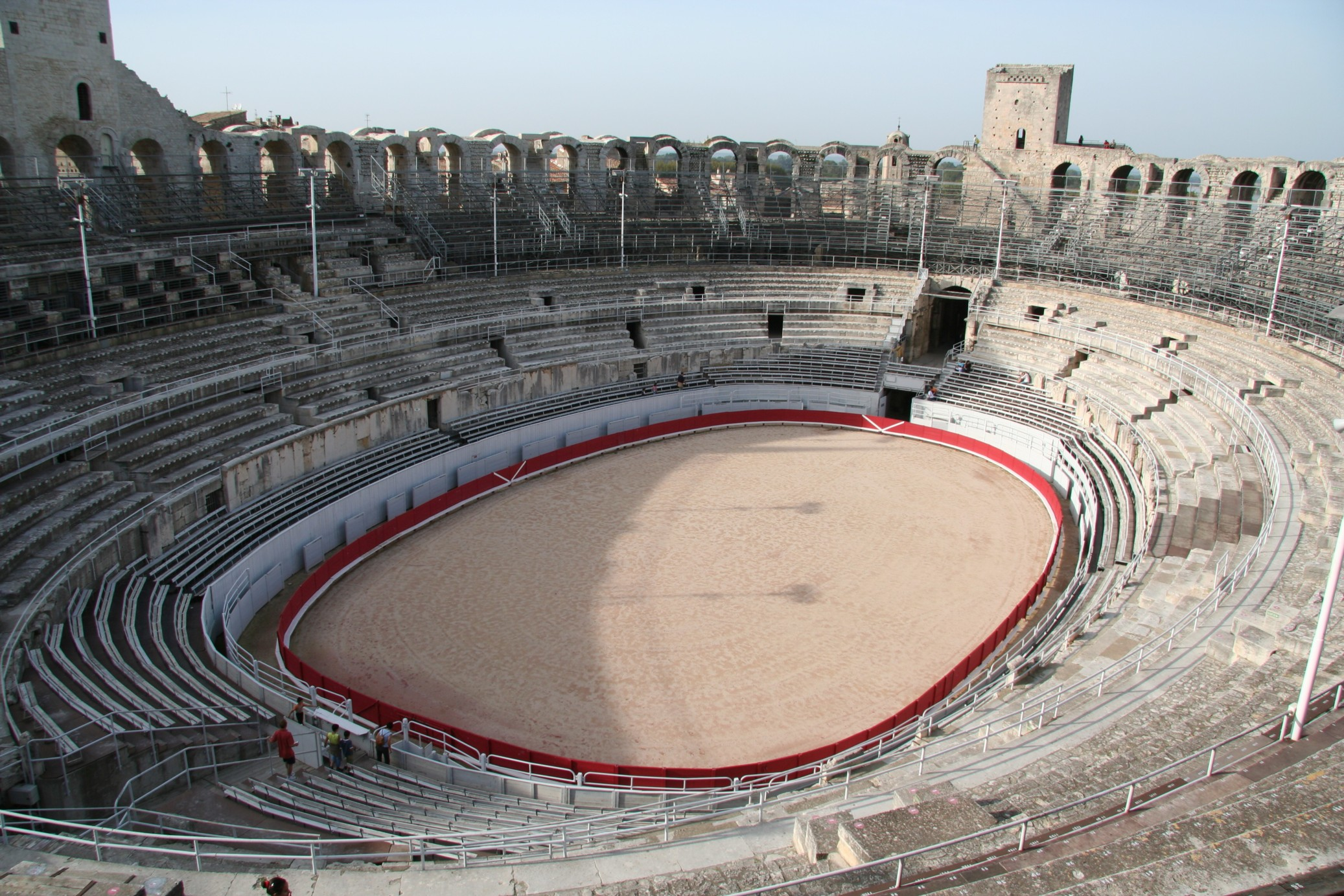
원형극장

원형경기장(圓形競技場) 또는 원형극장(圓形劇場) 또는 원형투기장은 투기장을 원형으로 만들고 계단식으로 관중석을 만들러 둘러싼 경기장을 말한다.

## 같이 보기
- 오데온 (건물)
- 콜로세움
- 아레나
- 팅그